# Ла-Коннер (Вашингтон)
Ла-Коннер (англ. La Conner) — місто (англ. town) в США, в окрузі Скеджіт штату Вашингтон. Населення — 965 осіб (2020).

## Географія
Ла-Коннер розташована за координатами 48°23′33″ пн. ш. 122°29′40″ зх. д. / 48.39250° пн. ш. 122.49444° зх. д. (48.392564, -122.494453).  За даними Бюро перепису населення США в 2010 році місто мало площу 1,33 км², з яких 1,07 км² — суходіл та 0,26 км² — водойми. В 2017 році площа становила 1,25 км², з яких 1,03 км² — суходіл та 0,22 км² — водойми.

## Демографія
Згідно з переписом 2010 року, у місті мешкала 891 особа в 467 домогосподарствах у складі 224 родин. Густота населення становила 668 осіб/км².  Було 526 помешкань (394/км²).
Расовий склад населення:
| - 87,1 % — білих - 5,1 % — корінних американців - 1,0 % — азіатів - 0,7 % — чорних або афроамериканців - 3,4 % — осіб інших рас |

До двох чи більше рас належало 2,8 %. Частка іспаномовних становила 6,2 % від усіх жителів.
За віковим діапазоном населення розподілялося таким чином: 16,8 % — особи молодші 18 років, 57,0 % — особи у віці 18—64 років, 26,2 % — особи у віці 65 років та старші. Медіана віку мешканця становила 52,8 року. На 100 осіб жіночої статі у місті припадало 82,2 чоловіків;  на 100 жінок у віці від 18 років та старших — 83,0 чоловіків також старших 18 років.
Середній дохід на одне домашнє господарство  становив 49 139 доларів США (медіана — 40 455), а середній дохід на одну сім'ю — 62 372 долари (медіана — 46 667). Медіана доходів становила 42 411 долар для чоловіків та 37 500 доларів для жінок. За межею бідності перебувало 10,4 % осіб, у тому числі 17,5 % дітей у віці до 18 років та 5,1 % осіб у віці 65 років та старших.
Цивільне працевлаштоване населення становило 287 осіб. Основні галузі зайнятості: мистецтво, розваги та відпочинок — 28,9 %, освіта, охорона здоров'я та соціальна допомога — 22,0 %, публічна адміністрація — 8,7 %, науковці, спеціалісти, менеджери — 8,4 %.